# Aaron Douglas

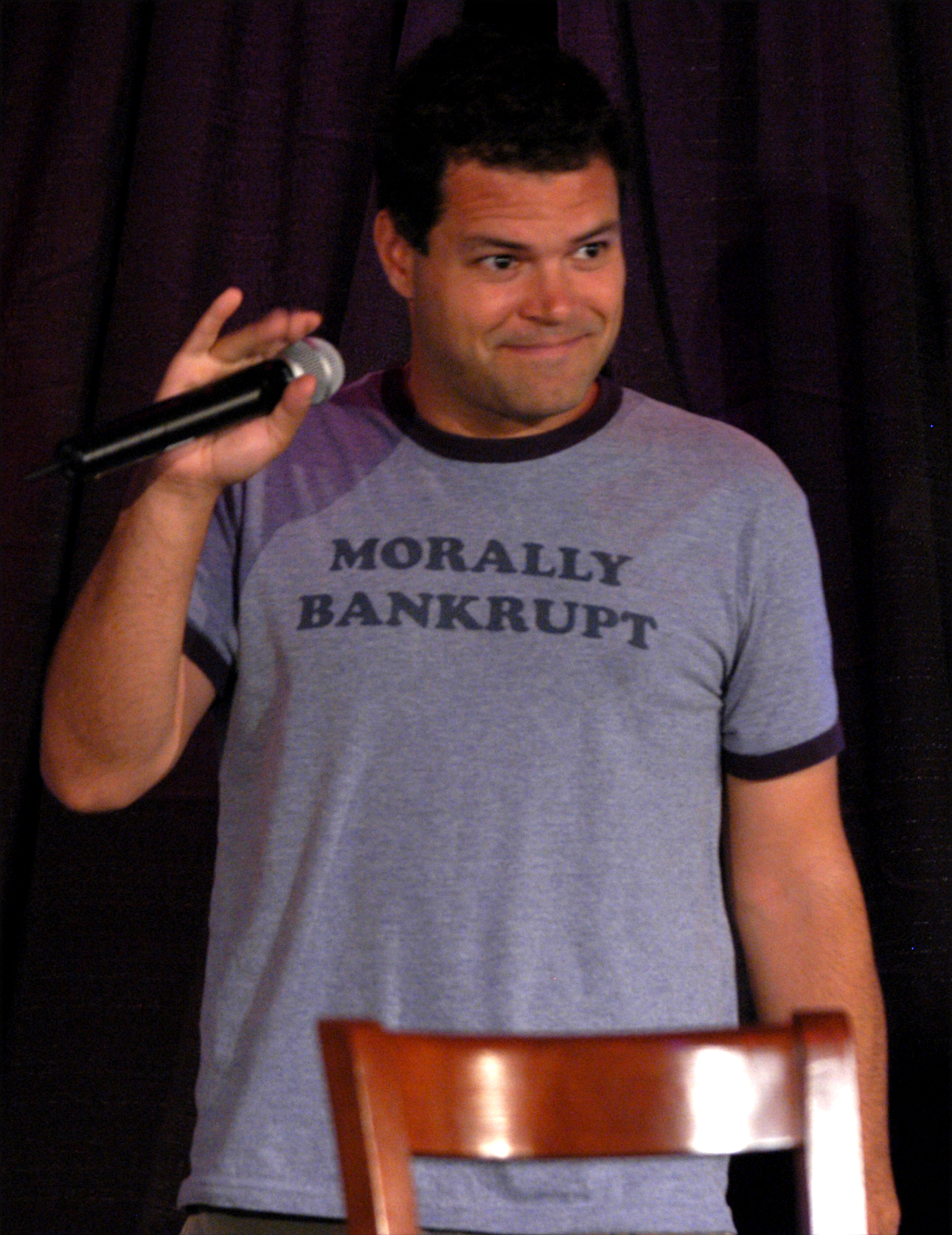
Aaron Douglas

Aaron Douglas (* 23. August 1971 in New Westminster, British Columbia) ist ein kanadischer Schauspieler.

## Leben
Aaron Douglas ist seit 2000 als Schauspieler tätig, hauptsächlich hatte er kleinere Gastauftritte in US-amerikanischen und kanadischen Fernsehserien und Filmen. Durch seine Rolle des Chief Tyrol in der Serie Battlestar Galactica erreichte er eine größere Bekanntheit.
In der Serie The Bridge spielte er 2010 die Hauptrolle des Frank Leo, die auf dem Leben des ehemaligen Chef der Polizeigewerkschaft Torontos, Craig Bromell, basiert. Von 2010 bis 2011 war Douglas Nebendarsteller in der Cheerleader-Serie Hellcats in der Rolle des Bill Marsh.

## Filmografie (Auswahl)
- 2000: The Inspectors – Zerrissene Beweise
(The Inspectors 2: A Shred of Evidence, Fernsehfilm)
- 2000, 2002: Stargate – Kommando SG-1 (Stargate SG-1, Fernsehserie, 2 Folgen, verschiedene Rollen)
- 2002: Dark Angel (Fernsehserie, Folge 2x16)
- 2002: Outer Limits – Die unbekannte Dimension (The Outer Limits, Fernsehserie, Folge 7x13)
- 2002: X-Factor: Das Unfassbare (Beyond Belief: Fact or Fiction, Fernsehserie, Folge 4x08)
- 2002: Taken (Miniserie)
- 2002, 2008: Smallville (Fernsehserie, 2 Folgen, verschiedene Rollen)
- 2003: Final Destination 2
- 2003: X-Men 2 (X2)
- 2003: Popstar auf Umwegen (The Lizzie McGuire Movie)
- 2003: Paycheck – Die Abrechnung (Paycheck)
- 2004: Saved! – Die Highschool-Missionarinnen (Saved!)
- 2004: Walking Tall – Auf eigene Faust (Walking Tall)
- 2004: 10.5 – Die Erde bebt (10.5, Fernsehfilm)
- 2004: Andromeda (Fernsehserie, Folge 4x20)
- 2004: Riddick: Chroniken eines Kriegers (The Chronicles of Riddick)
- 2004: Dead Zone (The Dead Zone, Fernsehserie, Folge 3x05)
- 2004: I, Robot
- 2004: Catwoman
- 2005: White Noise – Schreie aus dem Jenseits (White Noise)
- 2005: Der Exorzismus von Emily Rose (The Exorcism of Emily Rose)
- 2005: Chaos
- 2006: Man About Town
- 2007: Spiel mit der Angst (Butterfly on a Wheel)
- 2007: Bionic Woman (Fernsehserie, Folge 1x01)
- 2007: Reaper – Ein teuflischer Job (Reaper, Fernsehserie, Folge 1x05)
- 2003–2009: Battlestar Galactica (Fernsehserie, 67 Folgen)
- 2010: The Bridge (Fernsehserie, 12 Folgen)
- 2010–2011: Hellcats (Fernsehserie, 9 Folgen)
- 2011: Eureka – Die geheime Stadt (Eureka, Fernsehserie, Folge 4x18)
- 2011: Flashpoint – Das Spezialkommando (Flashpoint, Fernsehserie, Folge 4x14)
- 2013: The Killing (Fernsehserie, 11 Folgen)
- 2013: Hemlock Grove (Fernsehserie, 11 Folgen)
- 2014: Falling Skies (Fernsehserie, Folge 4x05)
- 2014: Zodiac – Die Zeichen der Apokalypse (Zodiac: Signs of the Apocalypse, Fernsehfilm)
- 2015: The Returned (Fernsehserie, 7 Folgen)
- 2016: Dirk Gentlys holistische Detektei (Dirk Gently’s Holistic Detective Agency, Fernsehserie, 8 Folgen)
- 2017: Supernatural (Fernsehserie, Staffel 12, Folge 14: Der Überfall)
- 2017: Imposters (Fernsehserie, 5 Folgen)
- 2022: Motherland: Fort Salem (Fernsehserie, 5 Folgen)
- 2024: Resident Alien (Fernsehserie, Folge 3x04)
- 2024: Murder in a Small Town (Fernsehserie, 8 Folgen)